# Myriostephes eucosmeta
Myriostephes eucosmeta là một loài bướm đêm trong họ Crambidae.